# Kvintilion
Kvintilion je název čísla v desítkové soustavě. Desítková soustava uznává dva základní druhy zápisu, krátkou soustavu a dlouhou soustavu, proto záleží na zemi jaké množství kvintilion představuje. V dlouhé soustavě, která se používá v České republice, číslo představuje jedničku a třicet nul, tedy 1030. V USA však tento název (quintillion) představuje 1018 (česky trilion).

## Užití čísla (příklad)
- Na Zemi je údajně jeden kvintilion živočišných buněk.[1]
- Rubikova kostka může mít až 43 kvintilionů kombinací.[2]